# Матиевич, Джейкоб
Джейкоб Ричард («Джейк») Матиевич (англ. Jacob (Richard) «Jake» Matijevic, 3 ноября 1947 — 20 августа 2012) — американский математик и инженер хорватского происхождения, сотрудник NASA, участник программы Mars Exploration Rover. Его именем названы камень и холм на поверхности Марса, а также одна из теорем коммутативной алгебры.

## Биография
Родился и вырос в Чикаго в семье хорватских иммигрантов , окончил католическую школу Mount Carmel. В 1969 году получил степень бакалавра математики в Иллинойсском технологическом институте, в 1973 — докторскую степень по математике в Чикагском университете под руководством Ирвинга Капланского.
Преподавал математику в Кентуккийском университете в Лексингтоне и Университете Южной Калифорнии в Лос-Анджелесе. В 1981 году начал работать инженером в Лаборатории реактивного движения в Пасадене в качестве инженера систем автоматического управления. В 1986 году работал в области телеробототехники, в 1992 году начал участвовать в разработке марсохода «Соджорнер», который в 1996 году был доставлен на Марс в рамках программы Mars Pathfinder. После этого Матиевич работал над созданием марсоходов «Спирит» и «Оппортьюнити», которые достигли Марса в 2004 году. В августе 2012 года, за две недели до смерти Матиевича, состоялось приземление марсохода «Кьюриосити», в работе над которым он также принимал участие.
По решению NASA именем Матеевича был назван холм, открытый марсоходом «Оппортьюнити», а также камень, обнаруженный марсоходом «Кьюриосити».